# Centraal-Afrikaanse Republiek op de Olympische Zomerspelen 2020
De Centraal-Afrikaanse Republiek nam deel aan de Olympische Zomerspelen 2020 in Tokio, Japan. Er deden twee atleten die mee, die beiden geen medaille wisten te winnen

## Atleten
Hieronder volgt een overzicht van de atleten die zich kwalificeerden voor deelname aan de Olympische Zomerspelen 2020.
| sport    | vrouwen | mannen | totaal |
| -------- | ------- | ------ | ------ |
| Atletiek | 0       | 1      | 1      |
| Zwemmen  | 1       | 0      | 1      |
| totaal   | 1       | 1      | 2      |

## Sporten

### Atletiek
Mannen
Loopnummers
| atleet         | onderdeel    | series     | series | kwartfinale | kwartfinale | halve finale   | halve finale   | finale         | finale         |
| atleet         | onderdeel    | tijd       | rang   | tijd        | rang        | tijd           | rang           | tijd           | rang           |
| -------------- | ------------ | ---------- | ------ | ----------- | ----------- | -------------- | -------------- | -------------- | -------------- |
| Francky Mbotto | 800 m mannen | 1.48,26 NR | 8      | n.v.t.      | n.v.t.      | niet geplaatst | niet geplaatst | niet geplaatst | niet geplaatst |

### Zwemmen
Vrouwen
| atlete          | onderdeel       | series | series | halve finale   | halve finale   | finale         | finale         |
| atlete          | onderdeel       | tijd   | rang   | tijd           | rang           | tijd           | rang           |
| --------------- | --------------- | ------ | ------ | -------------- | -------------- | -------------- | -------------- |
| Chloe Sauvourel | 50 m vrije slag | 32,18  | 75     | niet geplaatst | niet geplaatst | niet geplaatst | niet geplaatst |